# Hyde Heath
Hyde Heath – wieś w Anglii, w hrabstwie Buckinghamshire. Leży 18,1 km od miasta Aylesbury, 41,5 km od miasta Buckingham i 43,5 km od Londynu. W 2015 miejscowość liczyła 1035 mieszkańców.